# George Keppel, III conte di Albemarle
George Keppel, III conte di Albemarle (Londra, 8 aprile 1724 – 13 ottobre 1772) è stato un generale inglese.

## Biografia
Discendeva da una ricca e potente famiglia olandese, vicina ai Principi di Orange, che si erano trasferiti in Inghilterra nel XVII secolo. Era il figlio di Willem van Keppel, II conte di Albemarle, e di sua moglie, Lady Anne Lennox, attraverso la quale era un pronipote di Carlo II d'Inghilterra.

## Carriera
Iniziò la sua carriera militare nei Paesi Bassi, contro i francesi, e nel 1745 partecipò alla battaglia di Fontenoy, in aiuto del duca di Cumberland, diventando poi un maresciallo di campo dopo la battaglia di Culloden, nell'aprile 1746.
Partecipò alla Guerra dei sette anni, insieme a due dei suoi fratelli, nei tentativi da parte della Corona britannica di conquistare l'isola di Cuba, attraverso una spedizione navale guidata da Sir George Pocock (1706-1792).
Nel 1738 fu un alfiere della Coldstream Guards, luogotenente del 1º Reggimento dei Dragoni nel 1741. Venne nominato, nel febbraio 1745, aiutante di campo del duca di Cumberland, è stato promosso a tenente colonnello il 27 maggio 1745. L'anno successivo, fu promosso a colonnello. Aveva combattuto nella battaglia di Culloden con il padre e portato l'esito della battaglia a Londra.
Nel 1746 fu deputato per Chichester. È stato nominato Lord of the Bedchamber del duca di Cumberland nel 1748, incarico che mantenne fino alla morte del duca, nel 1765. Il 1º novembre 1749, è stato nominato il colonnello del 20º Reggimento di Fanteria. Successe alla contea nel 1754.
L'8 aprile 1755, divenne colonnello del 3º Reggimento dei Dragoni. Fu promosso a maggiore generale il 1º febbraio 1756, e a luogotenente generale il 1º aprile 1759. Fu nominato governatore di Jersey, il 26 gennaio 1761, e fu nominato membro del consiglio privato, il 28 gennaio.

## Matrimonio
Sposò, il 20 aprile 1770, Anne Miller (?-3 luglio 1804), figlia di Sir John Miller, IV Baronetto ed Susan Combe. Ebbero un figlio:
- William Keppel, IV conte di Albemarle (14 maggio 1772-30 ottobre 1849)

## Ascendenza
|                                               |                                                     |                                                    | Genitori                                        |  |  | Nonni |  |  | Bisnonni                             |  |  | Trisnonni                           |  |
|                                               |                                                     |                                                    |                                                 |  |  |       |  |  | Oswald van Keppel, signore di Voorst |  |  | Derek van Keppel, signore di Voorst |  |
|                                               |                                                     |                                                    |                                                 |  |  |       |  |  | Oswald van Keppel, signore di Voorst |  |  | Derek van Keppel, signore di Voorst |  |
|                                               |                                                     | Theodora van Sallandt                              |                                                 |  |  |       |  |  | Oswald van Keppel, signore di Voorst |  |  |                                     |  |
| Arnold Joost van Keppel, I conte di Albemarle |                                                     |                                                    |                                                 |  |  |       |  |  | Oswald van Keppel, signore di Voorst |  |  |                                     |  |
|                                               |                                                     | Reiniera Anna Geertruida van Lintelo               | Johan van Lintelo                               |  |  |       |  |  |                                      |  |  |                                     |  |
|                                               |                                                     | Reiniera Anna Geertruida van Lintelo               | Johan van Lintelo                               |  |  |       |  |  |                                      |  |  |                                     |  |
|                                               |                                                     | Reiniera Anna Geertruida van Lintelo               | Agnes Reiniera van Schele                       |  |  |       |  |  |                                      |  |  |                                     |  |
| Willem van Keppel, II conte di Albemarle      |                                                     | Reiniera Anna Geertruida van Lintelo               |                                                 |  |  |       |  |  |                                      |  |  |                                     |  |
|                                               |                                                     | Adam van der Duyn, signore di 's-Gravenmoer        | Nicolaas van der Duyn, signore di 's-Gravenmoer |  |  |       |  |  |                                      |  |  |                                     |  |
|                                               |                                                     | Adam van der Duyn, signore di 's-Gravenmoer        | Nicolaas van der Duyn, signore di 's-Gravenmoer |  |  |       |  |  |                                      |  |  |                                     |  |
|                                               |                                                     | Adam van der Duyn, signore di 's-Gravenmoer        | Beatrix van der Bouchorst                       |  |  |       |  |  |                                      |  |  |                                     |  |
| Geertruida van der Duyn                       |                                                     | Adam van der Duyn, signore di 's-Gravenmoer        |                                                 |  |  |       |  |  |                                      |  |  |                                     |  |
|                                               |                                                     | Geertruid Pieterson                                | Anthony Pieterson                               |  |  |       |  |  |                                      |  |  |                                     |  |
|                                               |                                                     | Geertruid Pieterson                                | Anthony Pieterson                               |  |  |       |  |  |                                      |  |  |                                     |  |
|                                               |                                                     | Geertruid Pieterson                                | Catharina Coenen                                |  |  |       |  |  |                                      |  |  |                                     |  |
| George Keppel, III conte di Albemarle         |                                                     | Geertruid Pieterson                                |                                                 |  |  |       |  |  |                                      |  |  |                                     |  |
|                                               | Charles II, re d'Inghilterra, di Scozia e d'Irlanda | Charles I, re d'Inghilterra, di Scozia e d'Irlanda |                                                 |  |  |       |  |  |                                      |  |  |                                     |  |
|                                               | Charles II, re d'Inghilterra, di Scozia e d'Irlanda | Charles I, re d'Inghilterra, di Scozia e d'Irlanda |                                                 |  |  |       |  |  |                                      |  |  |                                     |  |
|                                               | Charles II, re d'Inghilterra, di Scozia e d'Irlanda | Henriette-Marie de France                          |                                                 |  |  |       |  |  |                                      |  |  |                                     |  |
| Charles Lennox, I duca di Richmond            | Charles II, re d'Inghilterra, di Scozia e d'Irlanda |                                                    |                                                 |  |  |       |  |  |                                      |  |  |                                     |  |
|                                               |                                                     | Louise Renée de Penancoët de Kérouaille            | Guillaume de Penancoët, signore di Kérouaille   |  |  |       |  |  |                                      |  |  |                                     |  |
|                                               |                                                     | Louise Renée de Penancoët de Kérouaille            | Guillaume de Penancoët, signore di Kérouaille   |  |  |       |  |  |                                      |  |  |                                     |  |
|                                               |                                                     | Louise Renée de Penancoët de Kérouaille            | Marie de Plœuc de Tymeur                        |  |  |       |  |  |                                      |  |  |                                     |  |
| Anne Lennox                                   |                                                     | Louise Renée de Penancoët de Kérouaille            |                                                 |  |  |       |  |  |                                      |  |  |                                     |  |
|                                               |                                                     | Francis Brudenell, barone Brudenell                | Robert Brudenell, II conte di Cardigan          |  |  |       |  |  |                                      |  |  |                                     |  |
|                                               |                                                     | Francis Brudenell, barone Brudenell                | Robert Brudenell, II conte di Cardigan          |  |  |       |  |  |                                      |  |  |                                     |  |
|                                               |                                                     | Francis Brudenell, barone Brudenell                | Anne Savage                                     |  |  |       |  |  |                                      |  |  |                                     |  |
| Anne Brudenell                                |                                                     | Francis Brudenell, barone Brudenell                |                                                 |  |  |       |  |  |                                      |  |  |                                     |  |
|                                               |                                                     | Frances Savile                                     | Thomas Savile, I conte di Sussex                |  |  |       |  |  |                                      |  |  |                                     |  |
|                                               |                                                     | Frances Savile                                     | Thomas Savile, I conte di Sussex                |  |  |       |  |  |                                      |  |  |                                     |  |
|                                               |                                                     | Frances Savile                                     | Anne Villiers                                   |  |  |       |  |  |                                      |  |  |                                     |  |
|                                               |                                                     | Frances Savile                                     |                                                 |  |  |       |  |  |                                      |  |  |                                     |  |

## Morte
Morì il 13 ottobre 1772.